# Cees van Amsterdam
Cees van Amsterdam (Leiderdorp, 25 februari 1938) is een Nederlandse  voormalig wegwielrenner. Hij is de zoon van voormalig wielrenner Aad van Amsterdam. 
Van Amsterdam was van 1961 tot 1968 actief als professioneel wielrenner. Hij heeft in 1962 deelgenomen aan de Ronde van Spanje maar moest in deze ronde al opgeven in de tweede etappe.